# Cilindro (geometria)

Cilindro circolare retto

In matematica un cilindro ellittico è una quadrica (cioè una superficie nello spazio tridimensionale definita da un'equazione polinomiale di secondo grado in {\displaystyle x}, {\displaystyle y}, {\displaystyle z}), che soddisfa la seguente equazione in coordinate cartesiane:
{\displaystyle \left({\frac {x}{a}}\right)^{2}+\left({\frac {y}{b}}\right)^{2}=1.}
Questa è l'equazione di un cilindro ellittico. Un cilindro può essere anche considerato un prisma a base circolare, dove il numero dei rettangoli è quindi infinito.
Se {\displaystyle a=b} si ha la superficie di un cilindro circolare. Il cilindro è una quadrica degenere in quanto una delle coordinate dello spazio non compare nella sua equazione (nel caso precedente la coordinata {\displaystyle z}). Secondo certe terminologie i cilindri non sono considerati casi particolari di quadriche.

## Cilindro circolare piano e troncato
Nell'uso comune, con la parola cilindro si intende l'insieme limitato dei punti delimitati da un cilindro circolare retto e da due piani ortogonali al suo asse; alle sue due estremità piane esso presenta due superfici circolari, come nella figura a destra. Se questo cilindro ha raggio {\displaystyle r} e altezza {\displaystyle h}, il suo volume è dato da
{\displaystyle V=\pi r^{2}h,}
e la sua superficie laterale
{\displaystyle A_{l}=2\pi rh,}
mentre la sua superficie totale è data dalla somma della superficie laterale e del doppio della superficie di base.
Superficie di base:
{\displaystyle A_{b}\,=\,\pi r^{2}}
Superficie totale:
{\displaystyle A_{t}\,=\,2A_{b}+A_{l}=2\pi r^{2}+2\pi rh}
Si può ricavare il volume del cilindro per mezzo del calcolo integrale come il volume del solido ottenuto dalla rotazione di un rettangolo, con lati {\displaystyle h} e {\displaystyle k} paralleli agli assi coordinati, attorno all'asse delle ascisse. Si ha:
{\displaystyle V=\int _{0}^{h}\pi k^{2}dx=\pi r^{2}h.}
Essendo {\displaystyle k} proprio il raggio {\displaystyle r} del cilindro.
Per un dato volume, il cilindro con la minima area superficiale, ha {\displaystyle h=2r}. Per una data area superficiale, il cilindro con più esteso volume ha {\displaystyle h=2r}. Un cilindro di questo tipo è detto cilindro equilatero.
Qualora si dovesse calcolare il volume di un cilindro circolare troncato si deve utilizzare la seguente formula:
{\displaystyle V=\pi r^{2}(h+H)/2,}
dove {\displaystyle h} indica la lunghezza del lato corto, mentre {\displaystyle H} indica la lunghezza del lato lungo.
Nel caso si dovesse calcolare la superficie laterale di un cilindro circolare troncato la formula è:
{\displaystyle A_{l}=\pi r(h+H).}

## Cilindro ellittico, iperbolico e parabolico

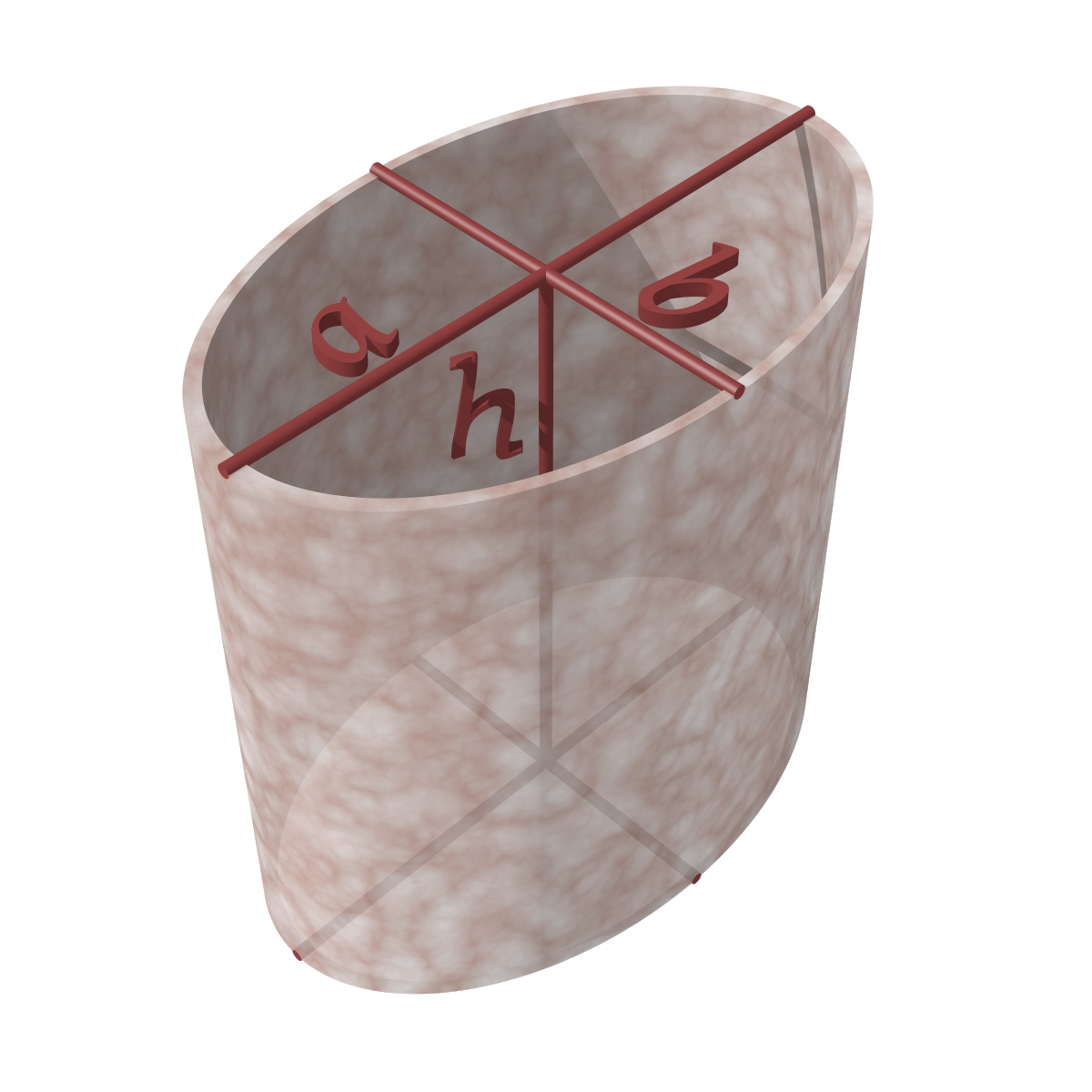
Cilindro ellittico

Un cilindro ellittico è invariante per le rotazioni di {\displaystyle \pi } intorno al suo asse di simmetria, l'asse delle {\displaystyle z} nel caso della equazione di partenza; esso è anche invariante per tutte le traslazioni dirette come il suo asse. Un cilindro circolare è anche invariante per tutte le rotazioni intorno al suo asse.
Ci sono altri tipi di cilindro meno usuali. Quello caratterizzato dall'equazione che segue viene detto cilindro ellittico immaginario:
{\displaystyle \left({\frac {x}{a}}\right)^{2}+\left({\frac {y}{b}}\right)^{2}=-1,}
il cilindro iperbolico ha equazione:
{\displaystyle \left({\frac {x}{a}}\right)^{2}-\left({\frac {y}{b}}\right)^{2}=1,}
mentre il cilindro parabolico ha equazione:
{\displaystyle x^{2}+2y=0.}
Più in generale, data una curva ed una retta, un cilindro è la superficie rigata costituita dalle rette parallele alla retta data ed incidenti con la curva.

## Il volume di riempimento di cilindro orizzontale
Un problema ricorrente è il calcolo del volume di liquido posto all'interno di un cilindro in orizzontale di lunghezza {\displaystyle L} e raggio {\displaystyle r}, in funzione dell'altezza {\displaystyle h\leq 2r} raggiunta dal liquido. Il problema è di facile risoluzione: il volume è pari all'area sottesa tra la corda di altezza {\displaystyle h} e la circonferenza, moltiplicata per la lunghezza {\displaystyle L} del cilindro.

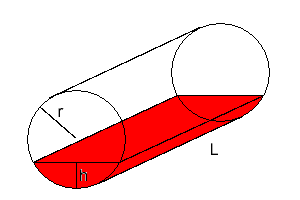
Cilindro con h < r

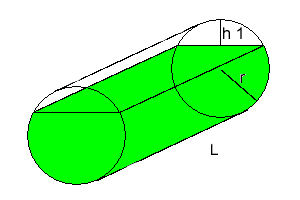
Cilindro con h > r

Sia {\displaystyle \alpha } l'angolo al centro (misurato in radianti) che insiste sulla corda; stabiliamo sia {\displaystyle 0\leq \alpha \leq \pi } se {\displaystyle 0\leq h\leq r} e {\displaystyle \pi <\alpha \leq 2\pi } se invece {\displaystyle r<h<2r}; sarà:
{\displaystyle \sin {\frac {\alpha }{2}}={\frac {\sqrt {2rh-h^{2}}}{r}}}
{\displaystyle \cos {\frac {\alpha }{2}}={\frac {r-h}{r}}.}
La formula sarà allora data dall'area della sezione circolare individuata dall'angolo {\displaystyle \alpha } meno il prodotto
{\displaystyle \left(r\cos {\frac {\alpha }{2}}\right)\left(r\sin {\frac {\alpha }{2}}\right)=(r-h){\sqrt {2rh-h^{2}}},}
(che rappresenta l'area del triangolo che ha come vertici il centro del cerchio e le intersezioni fra i lati dell'angolo e la circonferenza, o il suo opposto, a seconda del segno di {\displaystyle r-h}), il tutto moltiplicato per la lunghezza {\displaystyle L} del cilindro, e quindi:
{\displaystyle V_{h}=L\left({\frac {1}{2}}{\alpha r^{2}}-(r-h){\sqrt {2rh-h^{2}}}\right).}
Dall'applicazione del calcolo integrale si ottiene invece la seguente formula, valida per qualsiasi altezza di liquido ({\displaystyle h}) sia per un livello al di sotto della metà del serbatoio, sia per un livello al di sopra della metà stessa, applicabile misurando direttamente la sola altezza h del liquido e conoscendo la lunghezza del cilindro e il suo raggio. In tale formula, per {\displaystyle h} si intende l'altezza di liquido misurata con l'asticella graduata dal fondo del serbatoio.
{\displaystyle V_{h}=L\left(r^{2}\arccos {\frac {(r-h)}{r}}+(h-r){\sqrt {2hr-h^{2}}}\right).}
Va tuttavia tenuto presente che generalmente i serbatoi non sono perfettamente cilindrici. Vengono pertanto predisposte apposite tabelle di ragguaglio per la determinazione del volume di liquido, contenuto in un serbatoio posto orizzontalmente, in base al livello del liquido stesso.